# Umm Walad
Ne doit pas être confondu avec Oumm al-walad.
Umm Walad (en arabe : أم ولد, également orthographié Om Walad) est une ville du sud de la Syrie, faisant administrativement partie du Gouvernorat de Daraa, situé à l'est de Daraa, dans la région du Hauran. Elle se trouve à proximité des localités d'Ira au sud-est, de Jabab au sud, d'al-Musayfirah au sud-ouest, d'al-Karan au nord-ouest, d'al-Thaalah au nord et d'al-Suwayda au nord-est. Selon le Bureau central des statistiques syrien, la ville compte 7 547 habitants en 2004.

## L'histoire
Aux alentours de 1862 - 1867, des migrants Druzes en provenance du mont Liban s'installèrent à Umm Walad. Toutefois, en 1883, il n'y avait plus un seul Druze dans le village. Le 26 janvier 1881, dans le cadre de la rébellion druze contre les autorités ottomanes, le village fut attaqué par les combattants rebelles. Les attaques d'Umm Walad ainsi que le massacre de musulmans à al-Karak suscitèrent la colère parmi les musulmans du Hauban et de l'al-Midan, dans les faubourgs de Damas. Les autorités ottomanes à Damas furent sollicitées par le gouvernement d'Istanbul afin de résoudre pacifiquement la situation. En conséquence, une commission parvint à un accord avec les Druzes prévoyant l'abandon des mandats d'arrêt individuels contre ceux-ci, le paiement d'une indemnité du prix du sang collective par les Druzes pour les victimes musulmanes du Hauran ainsi qu'un avertissement pour les musulmans de la région afin qu'ils s'abstiennent de provoquer la communauté Druze.
En août 1925, à la suite de la défaite française à la bataille d'al-Mazraa dans le cadre de la Grande Révolte Syrienne contre le Mandat français, les négociations entre les Druzes et les autorités françaises eurent lieu à Umm Walad. À l'issue des négociations, un échange de prisonniers eut lieu dans le village au milieu des célébrations druzes.